# Baie Sloggett
La baie Sloggett (en espagnol : bahía Sloggett) est une baie située sur la péninsule Mitre, au sud-est de la partie argentine de la grande île de la Terre de Feu, dans l'archipel de Terre de Feu, au sud de l'Argentine. La baie s'ouvre sur le canal Beagle. Elle est située administrativement dans le département d'Ushuaïa, dans la province de Terre de Feu, Antarctique et Îles de l'Atlantique Sud.
La baie est située à 120 km à l'est de la ville d'Ushuaïa, la capitale provinciale, et à 30-40 km de Puesto La Faja sur l'Estancia Puerto Rancho dans la zone de Moat, où la route « J » prend fin. Cette route donne accès via Rancho Hambre et la route nationale 3 à Ushuaïa.

## Accès
Il est possible d'atteindre la baie Sloggett par la mer, où par la ter, au moyen de véhicules tout terrains depuis Puesto La Faja, situé sur la côte du canal Beagle, face à l'îlot Blanco, près du cap San Pío. Un autre mode d'accès à la baie, le plus rapide et le plus sûr, est l'hélicoptère.
La compagnie minière El Páramo avait soumis au gouvernement de la province de Terre de Feu un projet d'aménagement routier pour rallier la région, compris dans le plan national routier pour l'extraction de minerais, mais ce projet n'a pas été retenu.

## Climat
Les conditions climatiques dans la baie Sloggett sont différentes de celles rencontrées à Ushuaïa, la baie faisant face à la mer ouverte en direction du sud. Les vents y sont incessants, principalement en direction de l'ouest et du nord-ouest. Les chutes de neige débutent à ma mi-mars et se poursuivent tout l'hiver.

## Caractéristiques
La baie Sloggett est flanqué de part et d'autre par des massifs aurifères. Le Río López, coulant du nord au sud, coupe à travers la Sierra Lucio López à proximité de son extrémité orientale et se déverse dans la baie.
Le système de drainage formé par le Río López est de forme dendritique, les affluents sont contraints de s'écouler en parallèle les uns aux autres depuis les collines à l'ouest. Son cours est mendriforme. Il est large avec une profondeur variable, ce qui rend son passage à gué difficile, voire impossible. Le long du cours d'eau, des dépôts alluviaux se sont formés. Il y a des affleurements localisés sur sa rive orientale. Il se déverse dans la baie sur une plage d'environ 200 mètres de large et 3 km de long.
La végétation autour de la baie est composée principalement de forêts de lenga à feuilles persistantes, principalement le long des cours d'eau. La zone compte également d'importantes tourbières.
Dans la zone d'influence de la baie Sloggett, à 4 km à l'est de l'embouchure du Río López, se trouve une falaise côtière d'environ 1,5 km de long, surnommée Barranca Blanca, qui se distingue en raison de sa couleur blanche, qui s'explique par la présence importante de silice dans les sols.